# Kristalna palača, Ljubljana
Kristalna palača je nebotičnik v Ljubljani, ki sodi v sklop trgovskega centra BTC na Šmartinski cesti v mestnem predelu Nove Jarše in je bila vse do leta 2024 z 89 metri višine ter 20 nadstropji najvišja stavba v Sloveniji. Stavba je bila zgrajena med letoma 2009 in 2011 po načrtih arhitektov Braneta Smoleja in Denisa Simčiča; končno višino je dosegla konec septembra 2010, uradna otvoritev pa je bila maja 2011. Celotna naložba je znašala 54 milijonov evrov, investitorja sta bili družbi BTC d. d. in Nuba d. o. o.
Stavba, ki bi po prvotnih načrtih v višino merila preko 100 m, je namenjena poslovno-trgovinski dejavnosti. Še vedno so načrti za helikoptersko ploščad na strehi, vendar ob končanju stavbe ta ni bila postavljena zaradi težav s predpisi na področju zračnega prometa v Sloveniji. Ima značilno obliko z nosilnimi stebri, ki do višine drugega nadstropja štrlijo poševno navzven, od tam pa se nebotičnik proti vrhu počasi oža. Zgradba ima 20 nadstopij poslovnih površin in tri garaže s 620 parkirnimi prostori; v sklopu zgradbe pa se nahajajo še: kongresna dvorana z 200 sedeži, pokriti trg, dve panoramski dvigali, restavracija v treh nadstropjih za 400 gostov, slaščičarna na najvišji etaži v Sloveniji, spa ter medicinski center in strešni park ter sončna elektrarna.